# Peruca

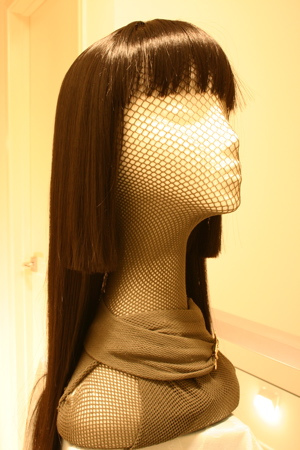
Peruca de cabelos lisos

Peruca é um acessório usado na cabeça para simular cabelo natural. Antes procurada por pessoas que possuíam poucos fios, a peruca se tornou uma opção de mudança de visual nos dias de hoje, principalmente entre as celebridades.

## História
As perucas ainda são tratadas com um certo preconceito nos dias de hoje. Contudo, o acessório já foi visto como sinônimo de elegância e prestígio.

### Origem
As primeiras perucas surgiram no Antigo Egito e se popularizou no século XVI e XVII (dando origem à profissão de peruqueiro). Por conta da raridade dos fios naturais, muitas perucas eram feitas com crina de cavalo e de bode. Os egípicios adotaram por conta das condições ambientais (como o calor e para evitar piolhos) e estéticas. 

A sociedade egípicia sempre deu muito valor à moda e à beleza, e as perucas também foram usadas como forma de diferenciação social. As mais elaboradas e de material mais fino sempre reservadas aos nobres; quanto maior o status na sociedade egípicia mais ornamentada ela deveria ser. No tempo dos romanos, a peruca ficou famosa principalmente entre as mulheres — era um jeito fácil de ser loira, algo desejável numa terra de morenas. Depois disso, não há registros de uso de perucas até o final do século XVI.

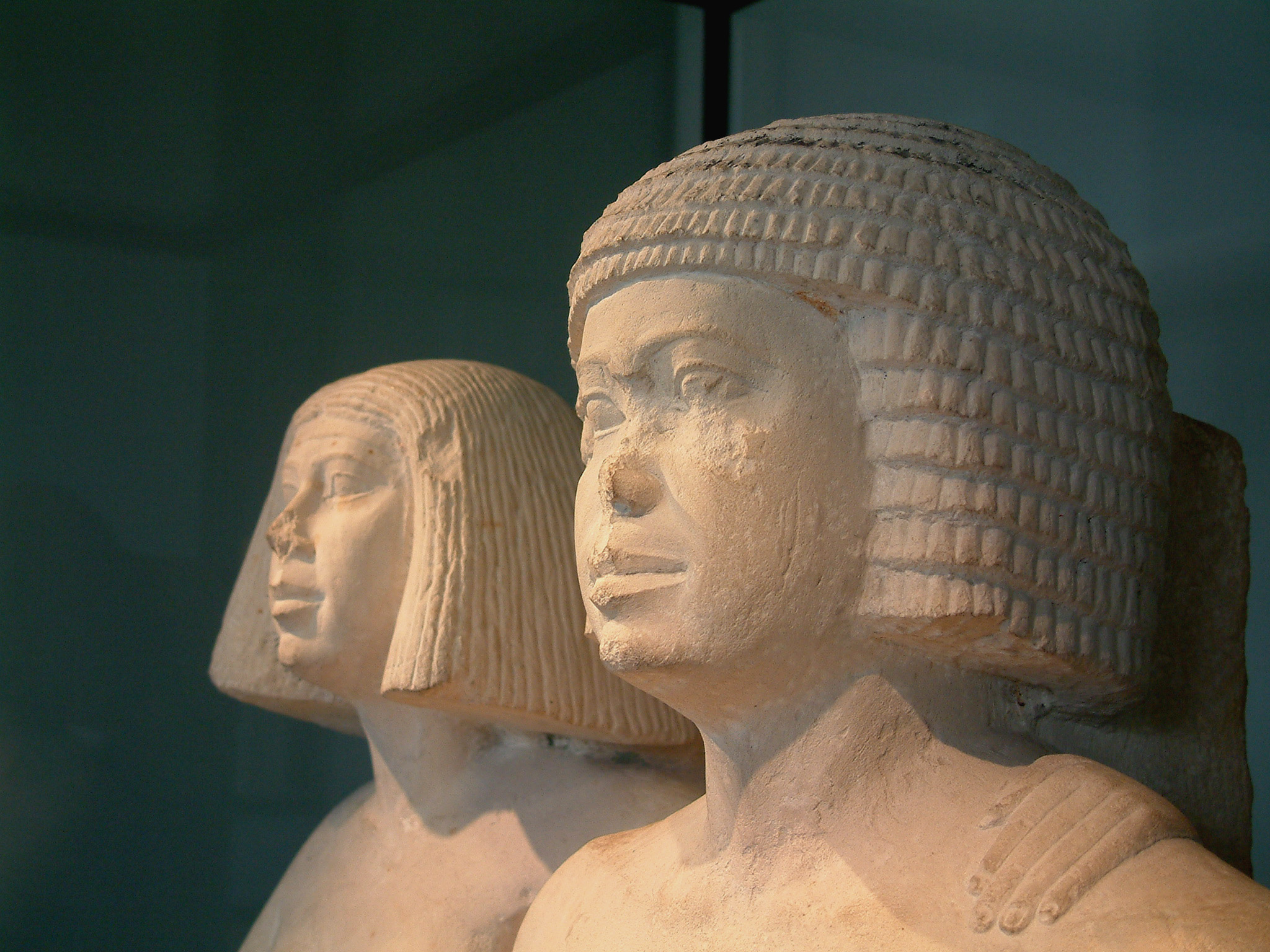
Casal egípcio usando perucas do período entre a 4° e 5° dinastia.
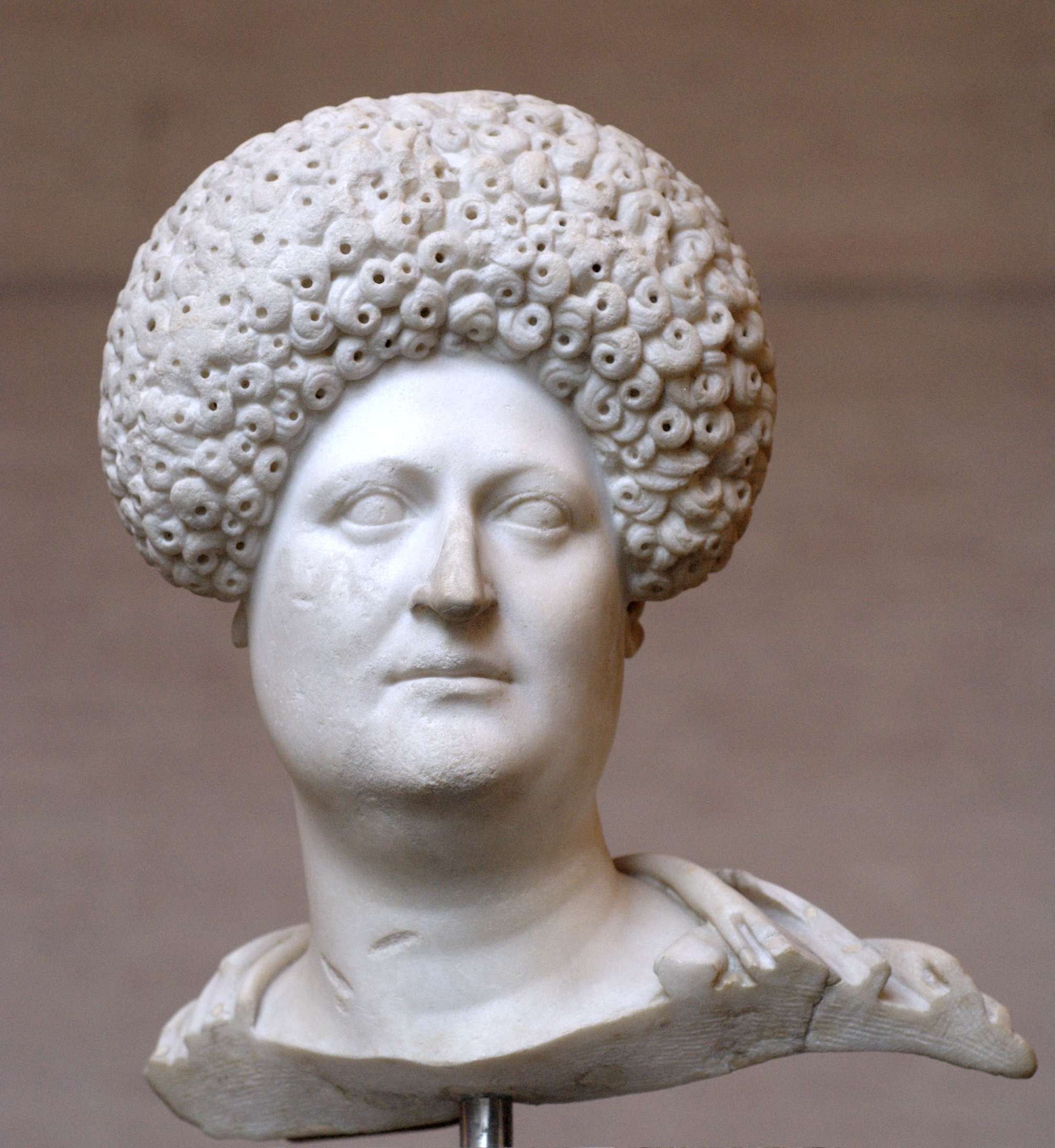
Mulher romana usando peruca, cerca do ano 80 D.C.
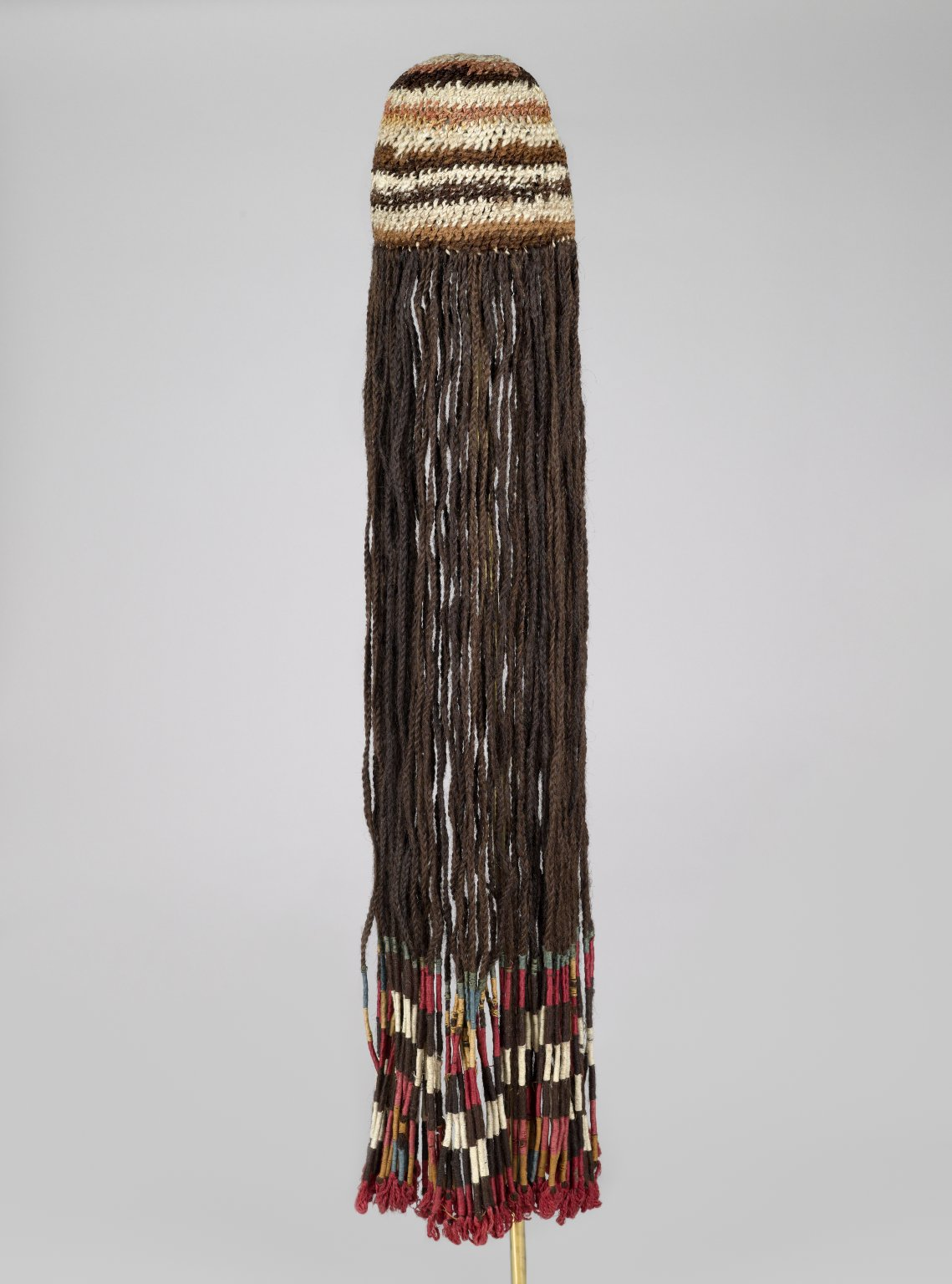
Touca com peruca , Povo Wari , 600–1000 d.C., Museu do Brooklyn.

### Séculos XVI e XVII
Após a queda do Império Romano do Ocidente, o uso de perucas caiu em desuso no Ocidente por mil anos, até que foram revividas no século XVI como forma de compensar a perda de cabelo ou melhorar a aparência pessoal.
O uso das perucas pelos reis foi fundamental para a sua popularização. A rainha Elizabeth I da Inglaterra usava uma peruca vermelha, curta e elaboradamente enrolada em estilo "romano", enquanto entre os homens o rei Luís XIII da França (1601-1643) começou a usar as primeiras perucas  em 1624, quando começou a ficar careca prematuramente. Essa moda foi amplamente promovida por seu filho e sucessor Luís XIV da França (1638-1715), o que contribuiu para sua disseminação na Europa e nos países de influência europeia a partir da década de 1660. As perucas para homens foram introduzidas na Inglaterra, junto com outros estilos franceses, quando Carlos II se tornou rei em 1660, após um longo exílio na França. Essas perucas eram na altura dos ombros ou mais longas, imitando o cabelo comprido que se tornou moda entre os homens desde a década de 1620, e seu uso logo se tornou popular na corte inglesa. Em Portugal foram introduzidas no reinado do rei Pedro II e na Espanha durante o reinado de Carlos II, quando este começou a ficar careca ainda jovem. Aos poucos a peruca foi se tornando um objeto de prestígio entre a nobreza e uma das mais importantes peças do estilo masculino da época. Um cavalheiro não poderia sair nas ruas com os cabelos curtos. Em algumas classes, a falta da peruca era uma ofensa.
A popularização era apenas uma questão de tempo. A alta demanda na venda de perucas elevou a procura por cabelos naturais, que se tornaram caros, evidentemente. Devido aos preços altíssimos, as crinas de bode e de cavalo foram usadas na confecção.
As perucas precisavam ser limpas periodicamente, e o pó usado para amacia-las era feito de farinha de baixa qualidade e perfumado com pomadas.
Alguns reis absolutistas, como o francês Luís XV, contavam com uma equipe de cerca de 40 profissionais.

###### Perucas dos séculos XVI e XVII.

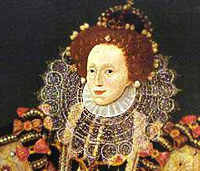
Rainha Elizabeth I da Inglaterra, retrato de 1588.
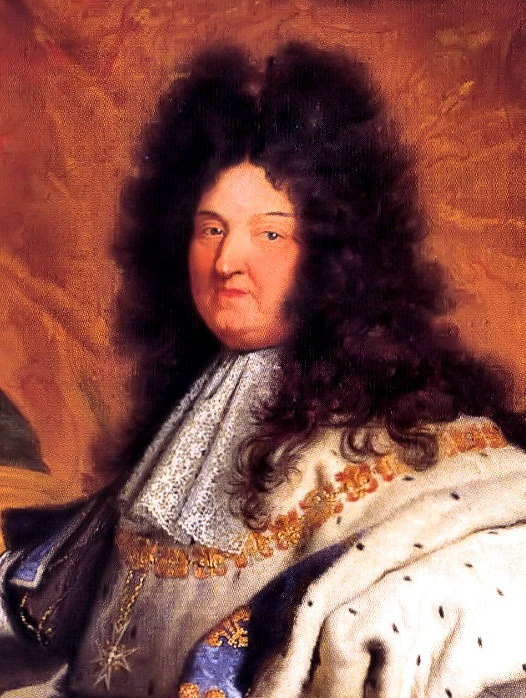
Rei Luis XIV de França.
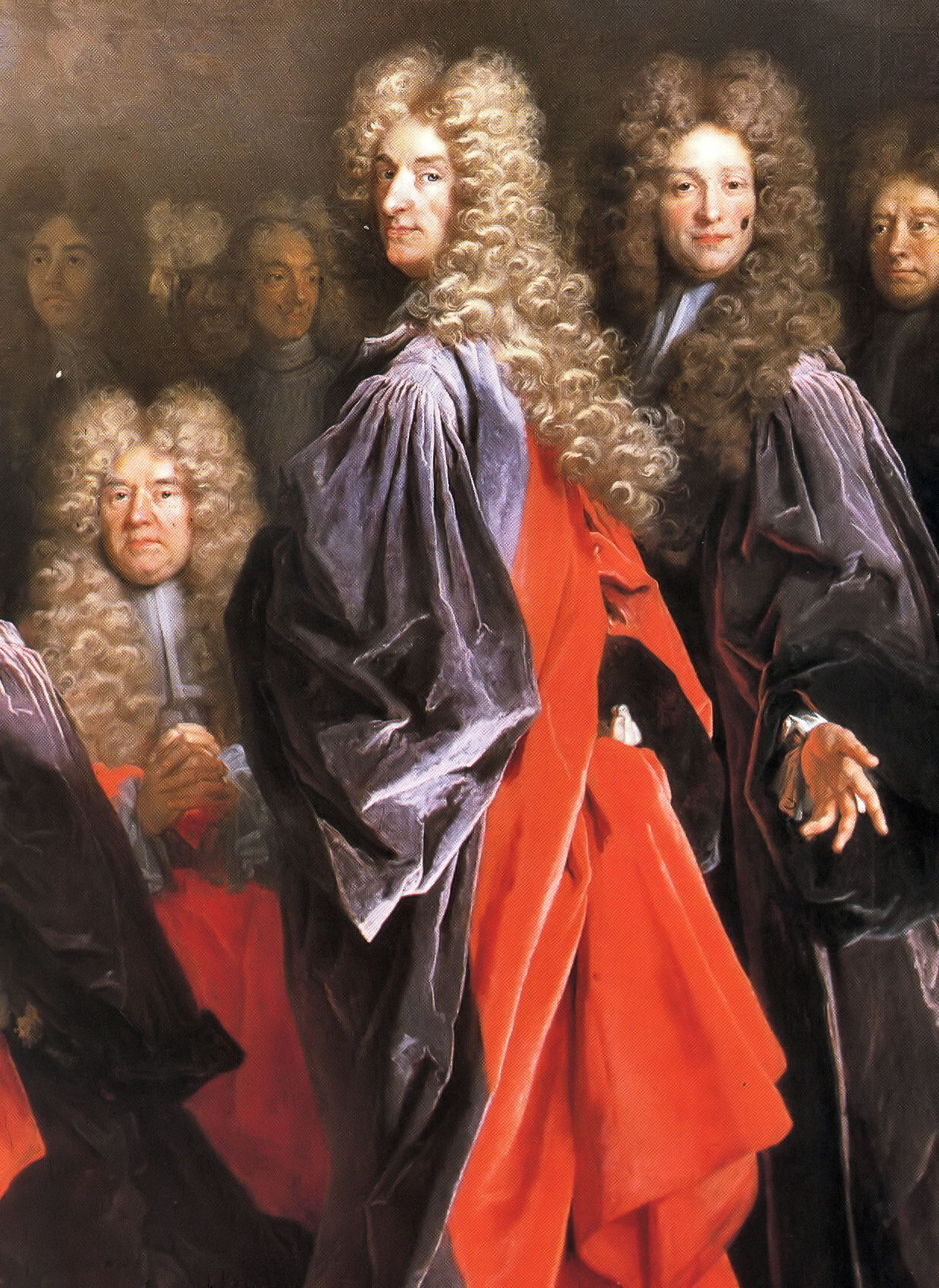
Perucas francesas do século XVII.
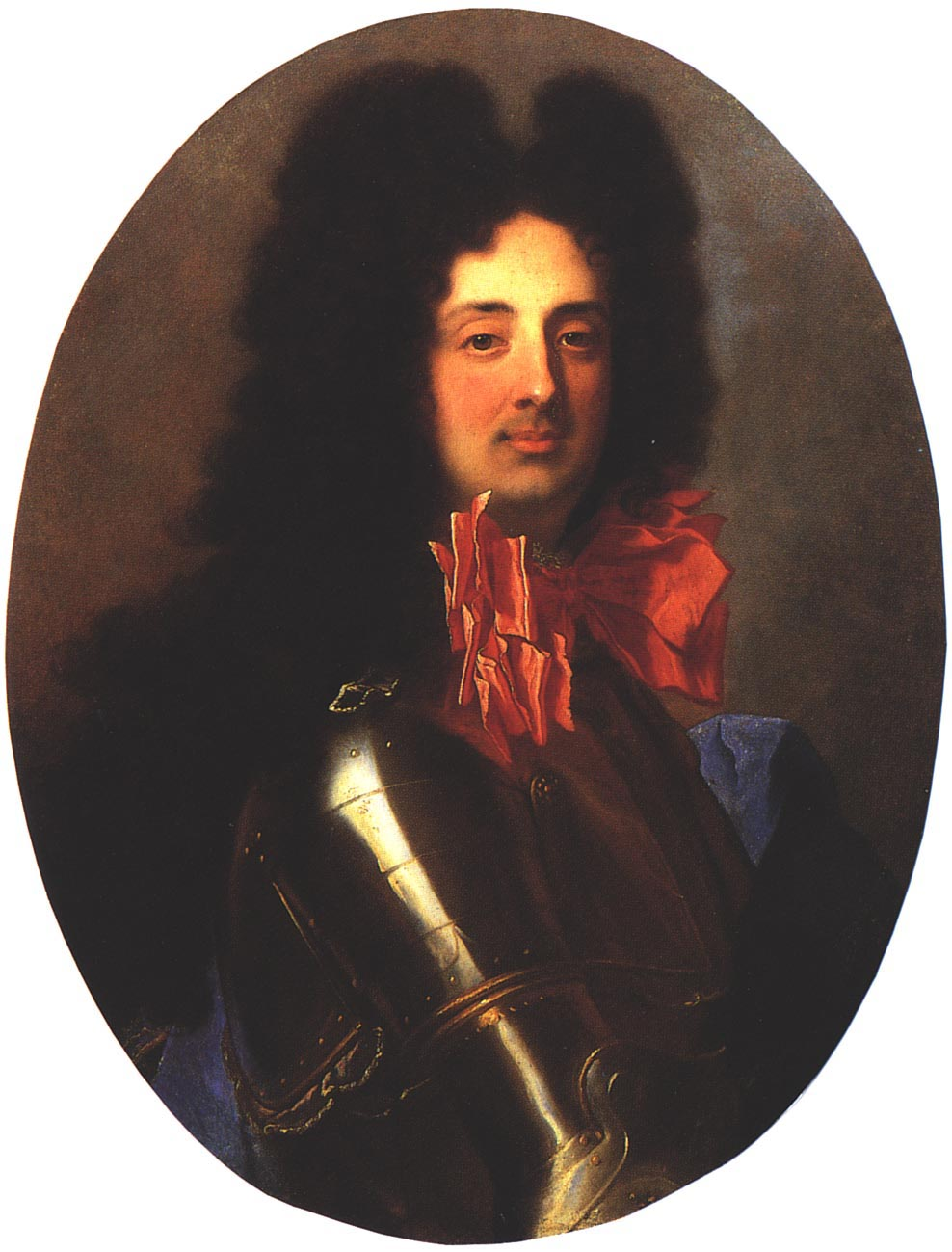
João de Souza, 3° Marques das Minas - 1695.

### Século XVIII
(ver: Moda entre os anos de 1750 e 1795)
No século XVIII as perucas dos homens eram pulverizadas com pó branco para dar-lhes uma coloração mais clara. A partir de 1720 surge o estilo cadogan de cabelo masculino, com rolos horizontais de cabelo sobre as orelhas, que permaneceria popular até o final do século. As mulheres no século 18 geralmente não usavam perucas, ao invés disso, era costume entre as mulheres de classe alta, usar apliques de cabelo postiço para dar o efeito de uma cabeleira volumosa. Todo esse cabelo era untado com pomada feita de gordura animal ou vegetal e aromatizada com perfume e em seguida o cabelo era pulverizado com pó de arroz ou farinha para dar uma coloração esbranquiçada. Os penteados mais volumosos podiam contar com uma armação de arame e almofadinhas embutidas dentro do cabelo para dar sustentação. Perucas para homens e apliques para mulheres tornaram-se essenciais para ocasiões formais e continuaram em uso até quase o final do século XVIII. Em Portugal as perucas eram chamadas de cabeleiras. Foram introduzidas no final do século XVII e se tornaram populares nas colônias portuguesas durante o século XVIII, principalmente no Brasil. Nessa época era comum, os homens que não tinham condições de comprar uma peruca, deixarem o cabelo crescer e fazer um penteado imitando uma peruca.

###### Perucas do século XVIII

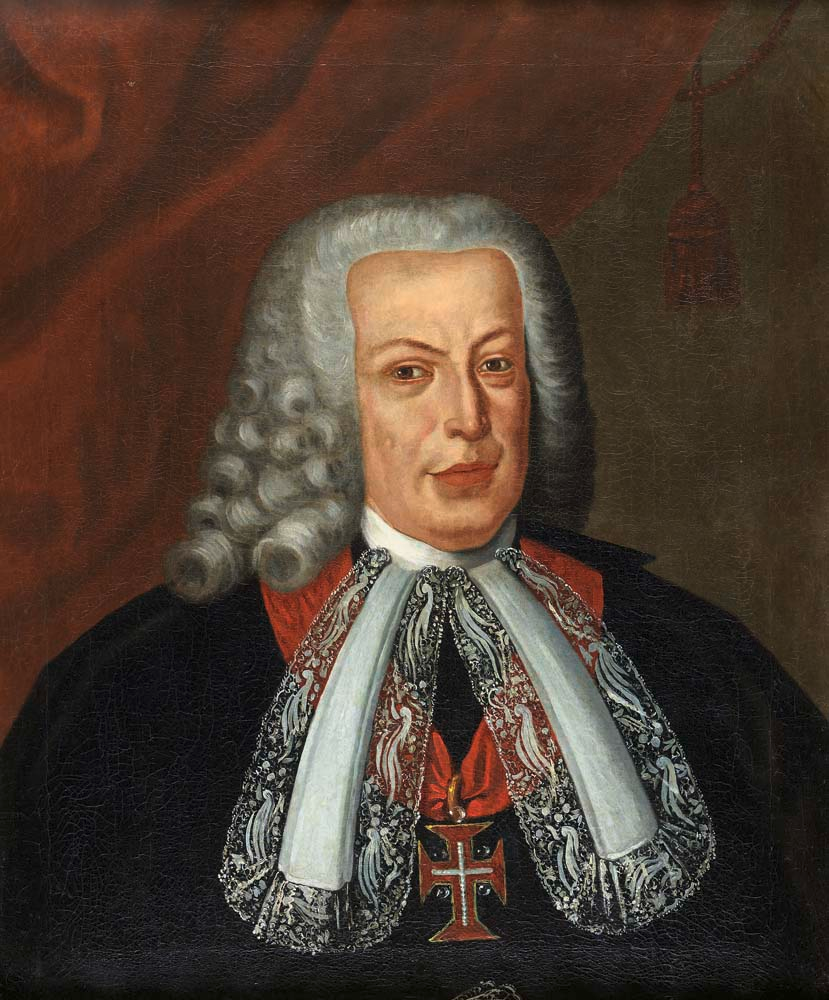
Marquês de Pombal
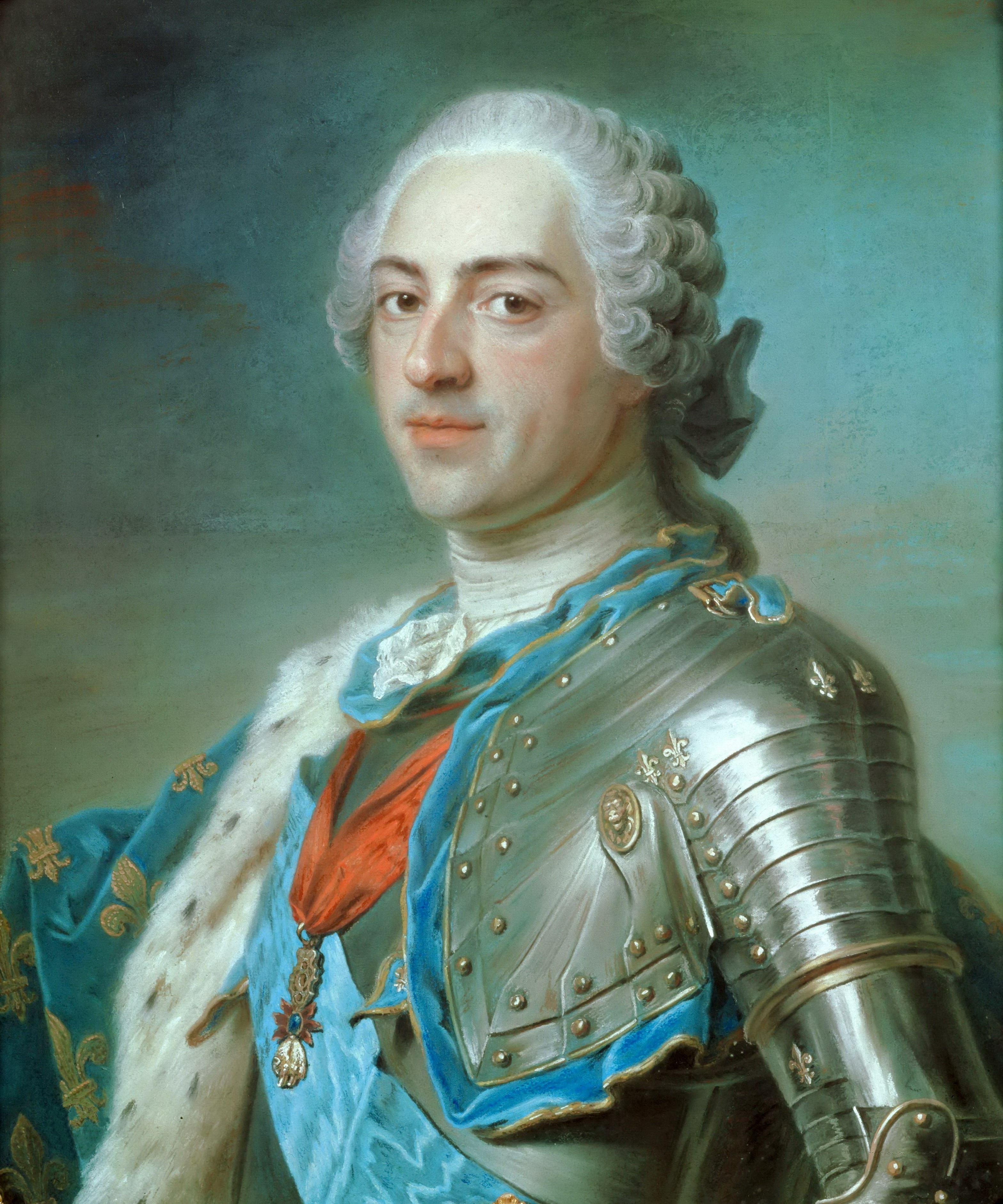
Luis XV, rei da França. 1748.
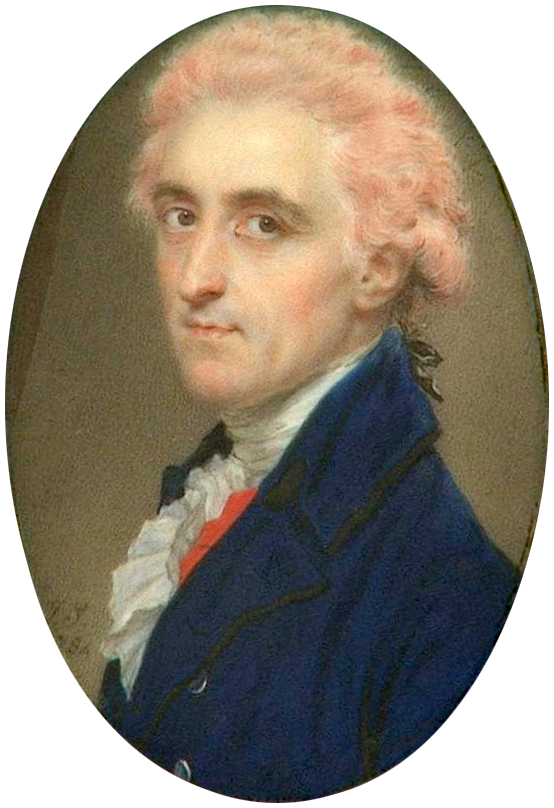
Coronel James Hamilton, usando uma peruca colorida com pó rosa, 1784.
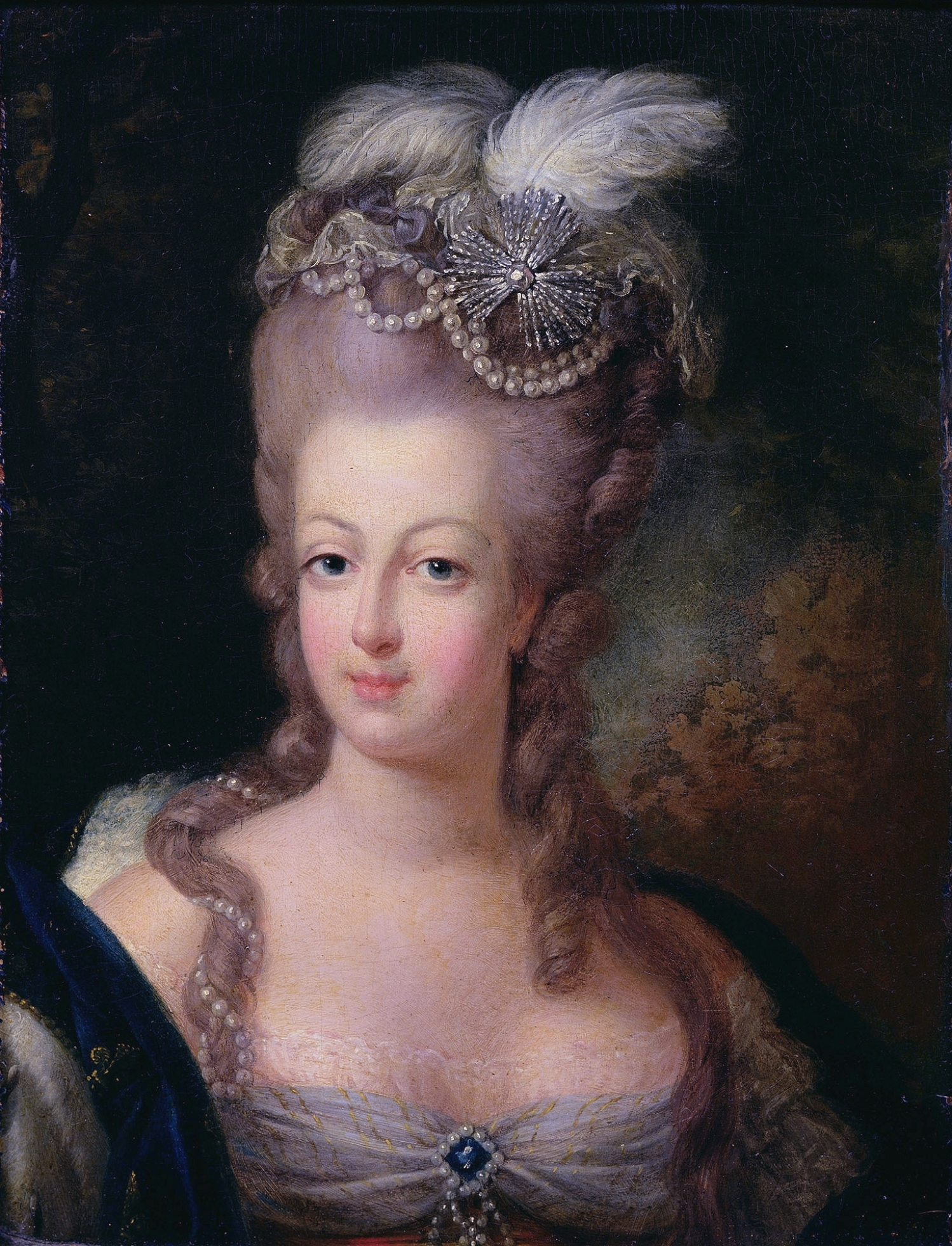
Maria Antonieta, rainha da França, 1775.
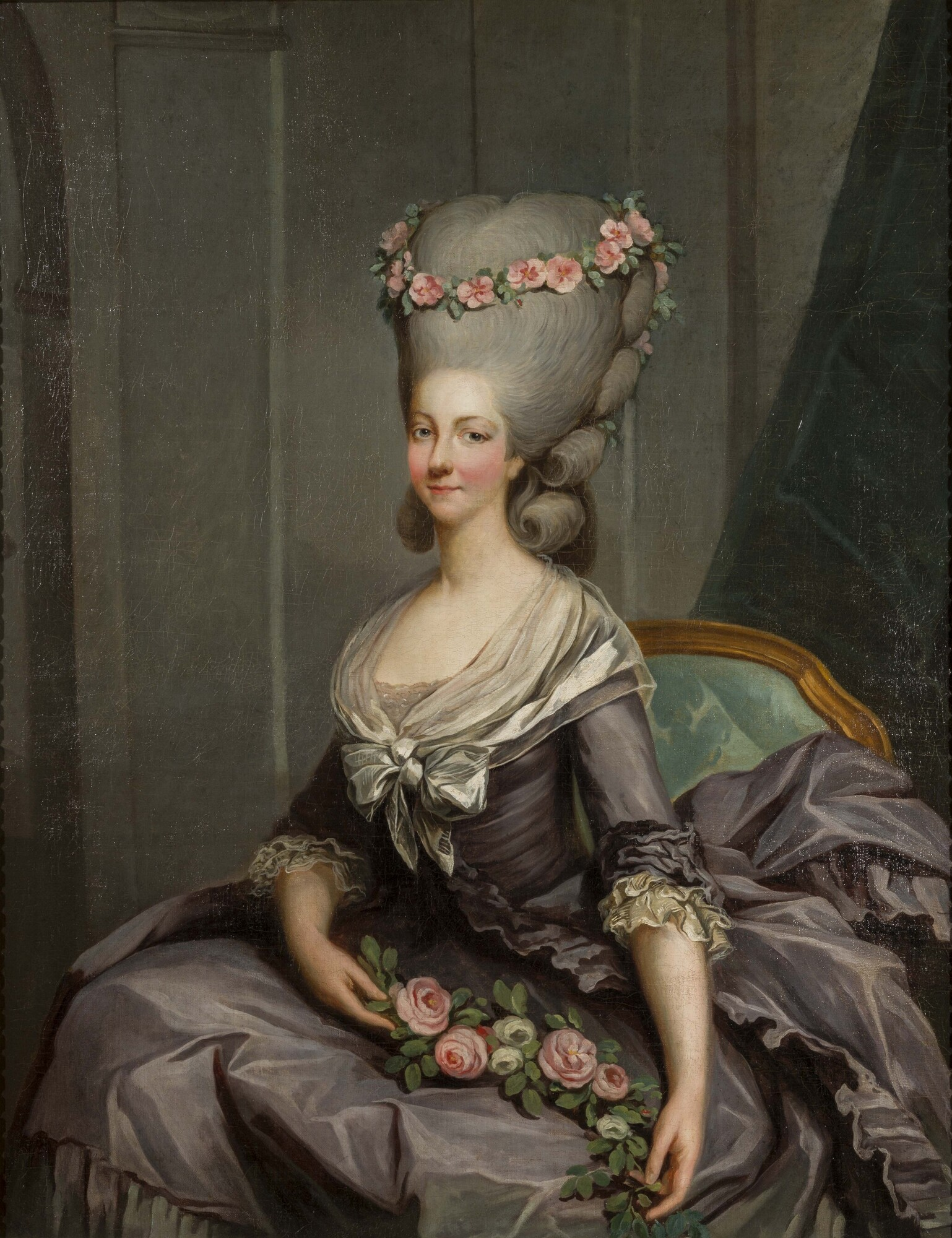
Princesa de Lambelle, 1776.
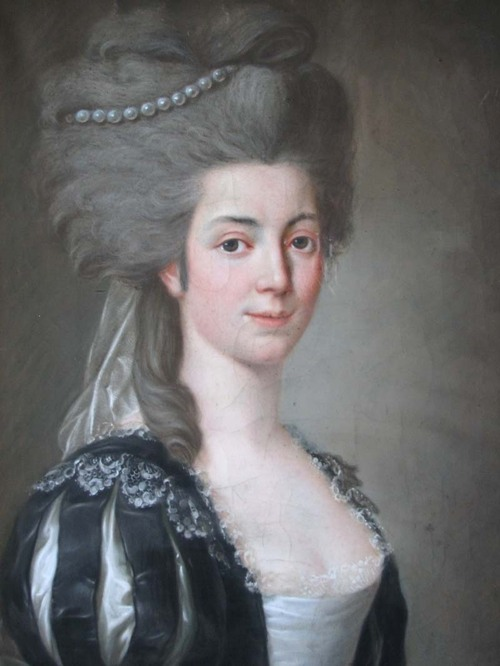
Leonor de Almeida, Marquesa de Alorna, 1780.

### Uso militar
Do final do século XVII ao início do século XIX, os exércitos europeus usavam uniformes mais ou menos imitando a moda civil da época. Como parte desse uniforme, os oficiais desses exércitos usavam perucas mais adequadas às salas de estar da Europa do que aos campos de batalha. No final do século XVII era comum oficiais rasparem a cabeça para usarem perucas longas de cor natural, mas com evolução da moda para estilos mais curtos os oficiais de exércitos europeus foram adotando perucas menores. Os estilos de corte elaborados e superdimensionados do final do século XVIII não foram usados pelos exércitos em campo de batalha, pois eram impraticáveis para suportar os rigores da vida militar e, por isso, perucas mais simples eram usadas.

Enquanto os oficiais normalmente raspavam a cabeça ou cortavam o cabelo curto para usar perucas, os soldados da infantaria não tinham tal luxo. Em vez de perucas, os homens deixavam seus cabelos crescerem e faziam um penteado imitando o estilo das perucas. Para isso, os homens usavam sebo ou outra gordura para untar o cabelo, que era então modelado ou trançado e amarrado a trás. Em alguns exércitos era costume pentear o cabelo pra trás e deixar uma trança nas costas.

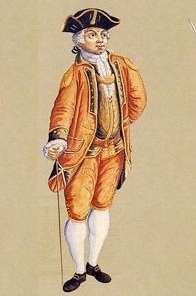
Militar brasileiro usando uma peruca banca. Brasil sec. XVIII.
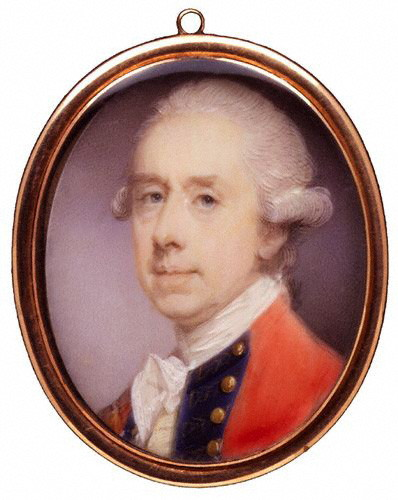
General britânico Thomas Gage, usando uma peruca branca, 1775.
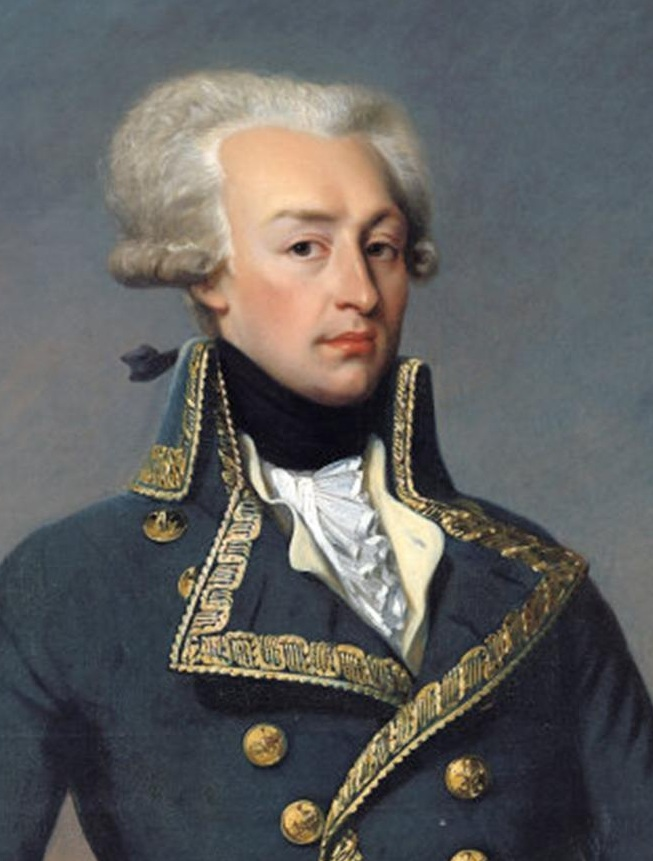
Marques de Lafayette, comandante do exército francês.
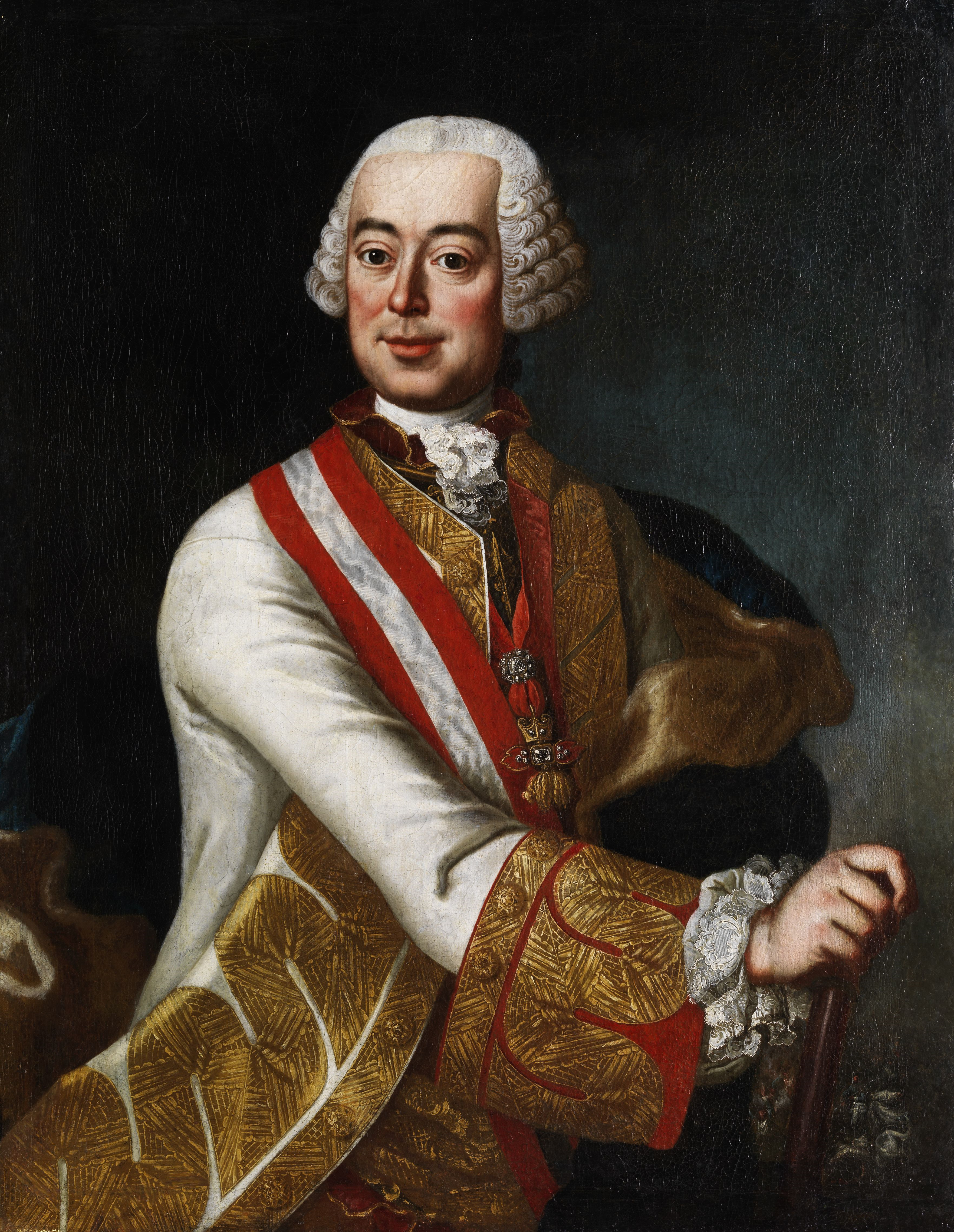
Marechal austríaco Leopoldo José von Daun.

### Declínio

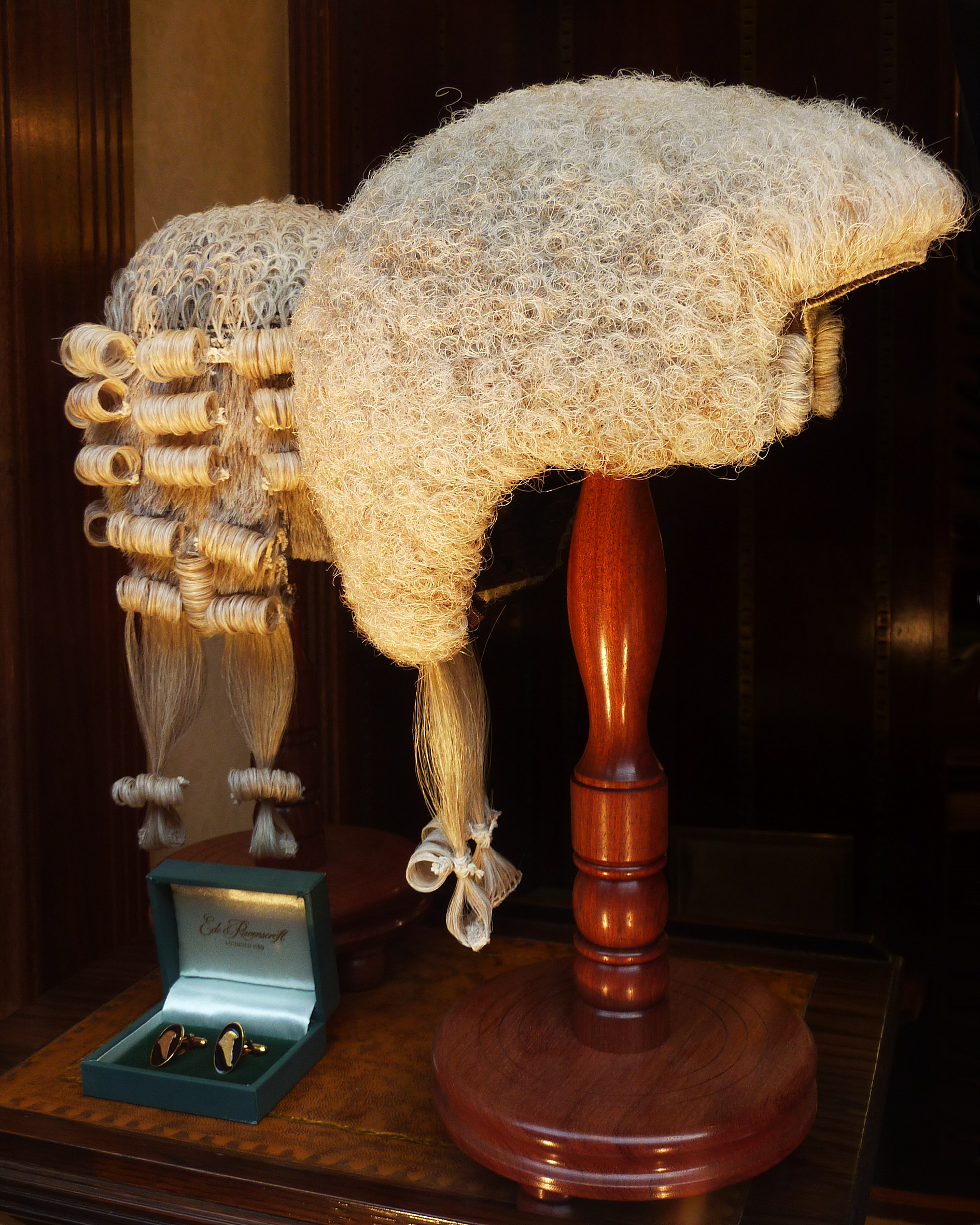
Perucas usadas em tribunais no Reino Unido.

Acredita-se que o uso das perucas entrou em declínio com a Revolução Francesa, ocorrida em 1789, que rompeu com vários costumes da antiga nobreza, inclusive o uso de peruca. Hoje em dia, a peruca ainda é utilizada em ocasiões formais, como nos tribunais criminais da Inglaterra.

## Tipos de peruca
As perucas podem ser vestidas ou coladas diretamente no couro cabeludo, a partir de pequenas fitas adesivas ou adesivo líquido. Os tipos de fios são os seguintes:

### Cabelo humano
Os fios são naturais e exigem todos os cuidados conhecidos, tais quais o uso de produtos como shampoo e condicionador no momento da lavagem. Embora sejam necessários tempo e disposição para tratar este tipo de peruca, os fios naturais podem render um visual mais vistoso para o seu usuário.

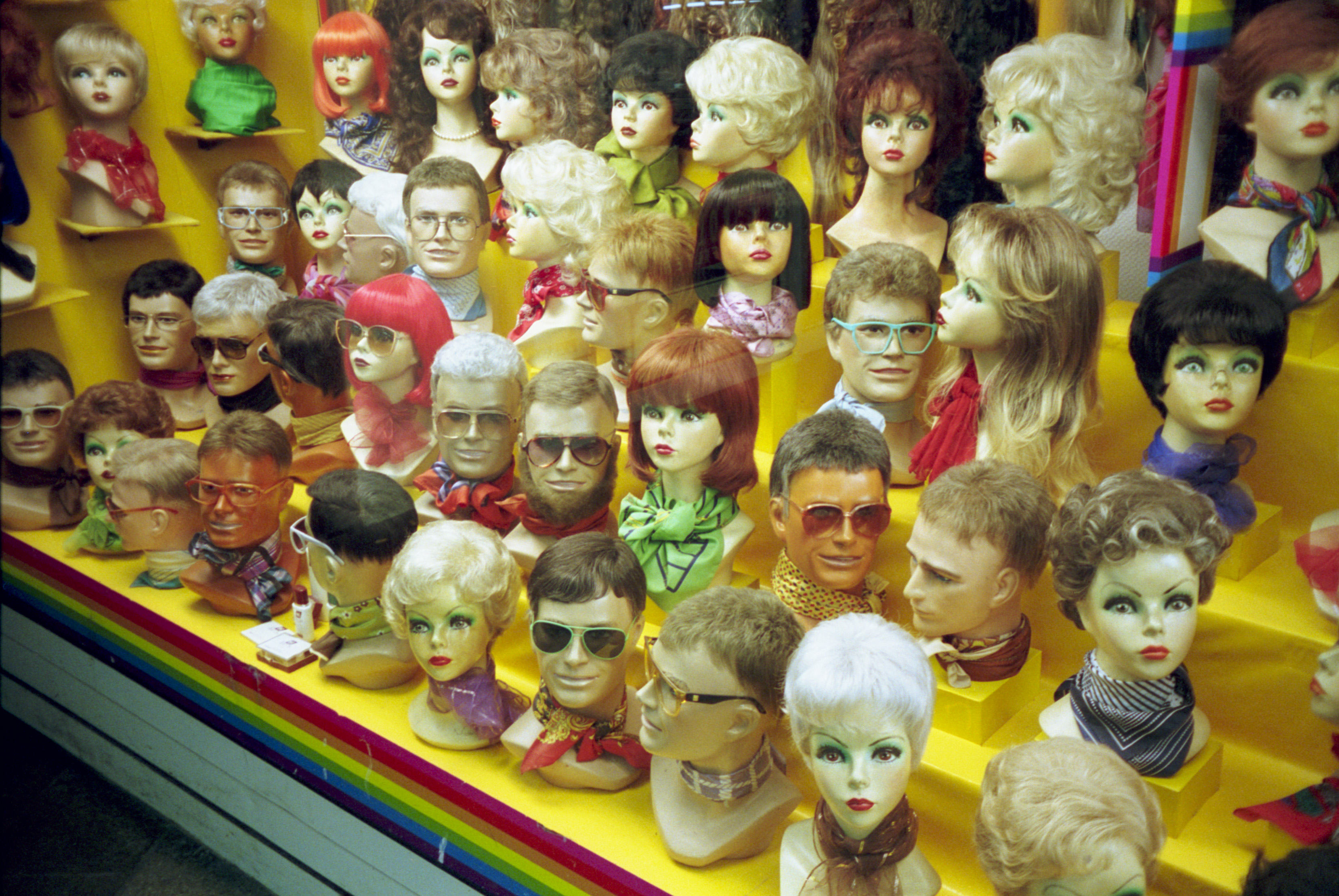
Diferentes tipos de perucas

### Cabelos sintéticos
Os fios sintéticos que mais se aproximam do cabelo natural são os de PVC e de modacrílica. Os cuidados empregados são menores, mas devem ser levados em conta. Por exemplo, o uso de secadores e chapinhas danificam os fios de maneira irreparável. É indicado que a peruca seja escovada após cada utilização e lavagem.

## Uso atual
Um dos usos de perucas é por indivíduos que sofrem de perda de cabelo por razões médicas, sendo mais comumente os pacientes de câncer que estão sob o tratamento de quimioterapia, ou também pela alopécia. 